# یواس‌اس تالولا (ای‌او-۵۰)
یواس‌اس تالولا (ای‌او-۵۰) (به انگلیسی: USS Tallulah (AO-50)) یک کشتی بود که طول آن ۵۲۳ فوت ۶ اینچ (۱۵۹٫۵۶ متر) بود. این کشتی در سال ۱۹۴۲ ساخته شد.